# Brizeaux
Brizeaux é uma comuna francesa na região administrativa de Grande Leste, no departamento de Meuse. Estende-se por uma área de 8,33 km². Em 2010 a comuna tinha 59 habitantes (densidade: 7,1 hab./km²).